# Selbst
Selbst ist ein Begriff mit unterschiedlichen Bedeutungen zwischen den und innerhalb der Anschauungen der Psychologie, Philosophie, Theologie, Soziologie und Pädagogik. An ein allgemeinsprachliches Verständnis von 'selbst-' als rückbezüglich, reflektierend oder selbstbezogen anknüpfend, bezeichnet man das zur Selbstbeobachtung fähige, scheinbar konsistent fühlende, denkende und handelnde Wesen des Ichs als Selbst. In der Psychologie und zum Teil der Religionswissenschaft und Theologie wird das Selbst oft substanziell oder funktional als Zentrum der menschlichen Persönlichkeit verstanden.
Das Wort 'Selbst' hat sich aus dem althochdeutschen 'selb' entwickelt, welches in der Funktion eines Pronomens einen Bezug auf ein Individuum herstellte. Das substantivierte und auch psychologisch und ethisch verstandene 'Selbst' hat sich zunächst im Englischen als 'the self' im Sinne von "a person’s essential being" und "object of introspection" (New Oxford Dictionary) entwickelt. Daran angelehnt entstanden dann wiederum im Deutschen im 18. Jahrhundert das Substantiv 'Selbst' und in der Folge dessen zahlreiche Ableitungen und Komposita. Der Brockhaus Psychologie bietet eine große Zahl von Begriffen, die mit dem Wort Selbst gebildet sind.

## Selbst als psychologischer Begriff
Der amerikanische Psychologe und Philosoph William James (1842–1910) unterschied methodisch das erkennende Selbst (self as knower, I, pure ego) vom erkannten Selbst (self as known, me, empirical ego). James, ein höchst einflussreicher Pionier der Psychologie und bestens vertraut auch mit der deutschen psychologischen Literatur seiner Zeit, lehrte in seinen Principles of Psychology von 1890 folgende Systematik des Selbst: 1. Das „materielle Selbst“ umfasse des Menschen Körper und alles, was der Mensch als sich so nahe zugehörig auffasst wie seine Kleider, seine Familie und seine Arbeit (James 1890: 292 f.). 2. Das „soziale Selbst“ seien die Erscheinungen eines Menschen in den Augen seiner sozialen Umgebung – und wie er von dieser gesehen werden wolle, sich situativ unterschiedlich zeige (S. 293–296). 3. Das „spirituelle Selbst“ (S. 296–306) sei zugleich das „Empirical Me, I mean a man’s inner or subjective being“ (S. 296), welches James als die intimsten und zugleich dauerhaftesten Elemente der Persönlichkeit und ihres „Bewusstseinsstromes“ beschrieb. „… our considering the spiritual self at all is a reflective process“ (S. 296: Die Betrachtung des geistigen Selbsts ist ein Reflexionsprozess). 4. Das „reine Ego“ (pure ego) stehe den drei vorgenannten Bereichen des Selbst als die selbstbeobachtende Instanz im Selbst gegenüber (v. a. S. 319–330); das „pure ego“ nach James kann also als das scheinbar kohärente Ichbewusstsein im Modus der Introspektion und Reflexion interpretiert werden.
In der Tradition von James unterscheidet die Psychologie das (dem empirischen Ego entsprechende) Selbstkonzept, also die Antwort auf die Frage „Wer bin ich?“, vom Nachdenken über sich selbst, der Selbstaufmerksamkeit (self-awareness) und Selbstreflexion. Die sich selbst wahrnehmende und beobachtende Person entwickelt das Gefühl und zunehmende Bewusstsein einer Ich-Identität, welche sich im Zuge der Ich-Entwicklung verändert. Im Anschluss an James hat der Soziologe Charles Cooley um 1900 herum das Looking-glass self entwickelt: Der Mensch erkenne sich selbst „im Spiegel seines Gegenübers“, also durch soziale Reaktionen.
George Herbert Mead (1934) unterschied wie James das materielle oder das Körper-Selbst vom sozialen oder geistigen Selbst als Ort der Weltanschauungen. Er differenzierte den Begriff des „Selbst“ in zwei Entitäten, das „I“ und das „me“. „Das 'I' ist die Reaktion des Organismus auf die Haltungen anderer; das 'me' ist die organisierte Gruppe von Haltungen anderer, die man selbst einnimmt. Die Haltungen der anderen bilden das organisierte 'me', und man reagiert darauf als ein 'I'“.
In der Analytischen Psychologie nach Carl Gustav Jung (1875–1961) stellt das Selbst das Zentrum der menschlichen Psyche dar, die das menschliche Bewusstsein und Unbewusstes umfasst. Das Ich stellt den bewussten Teil des Selbst dar. Die Selbst-Erkenntnis des Ichs war für Jung die „Selbstverwirklichung“ im Laufe der „Individuation“ des einzelnen Menschen. Bleibt hingegen das Selbst dem Ich ganz unbewusst, so hält sich dieses bereits selbst für das Ganze, was Jung als Gefahr für die psychische Gesundheit ansieht. C. G. Jung sah damit das Selbst als Grund und Ziel der Entwicklung des Menschen durch Persönlichkeitsreifung und -differenzierung, als ein der Person innewohnendes Entwicklungsprinzip, das auf persönliche Ganzheit ausgerichtet sei und nach Entelechie im Individuationsprozess strebe.
Vilaynur S. Ramachandran und Sandra Blakeslee sprechen von einem exekutiven Selbst (entsprechend dem englischen Wort "executive" = ausführend), das die Handlungsplanung und Differenzierung der Interaktion mit der Welt je nach Realitätskonstellation verantworte. Es zeichne sich durch eine gewisse Souveränität aus, denn ein Selbst, das von Trieben gedrängt werde, sei kein Selbst (also kein souveränes Ich). Es müsse so etwas wie einen freien Willen besitzen. Um diese Koordination leisten zu können, müsse das Selbst nach Ramachandran sowohl eine Repräsentation der Welt als auch eigener Strukturen (also ein Selbst- und Weltbild) besitzen.

## Selbst in der psychoanalytischen Sichtweise

### Freud und das „Ich-Selbst“
In der Zeit von 1914 bis 1918 verwendete Freud den Ichbegriff in einer Weise, der sich sowohl von früheren als auch von späteren Phasen in der psychoanalytischen Theoriebildung unterschied. In jener Zeit verstand er das „Ich“ im Sinne eines „Ich-Selbst“. Er verstand dieses Ich-Selbst einerseits als Teilstruktur des Menschen, andererseits als Repräsentant der Gesamtperson. "Vieles am Ich ist sicherlich selbst unbewusst, gerade das, was man den Kern des Ichs nennen darf". Später wurde es topisch als eine seelische Instanz verstanden.
Freud verwendete die Begriffe des „Ichs“ und des „Selbst“ zunächst häufig synonym, wobei er meinte: "Das Ich ist vor allem ein körperliches", man könne es "am ehesten mit dem 'Gehirnmännchen' der Anatomen identifizieren". So scheint für Freud das System Ich in allen seinen Funktionen zusammengenommen dem Selbst und damit der ganzen Person sehr nahe zu sein.
Das Ich vermittelt, in der psychoanalytischen Theoriebildung, realitätsgerecht zwischen den Ansprüchen des Es, des Über-Ich und der sozialen Umwelt. Es orientiert sich an seinen eigenen psychischen Fähigkeiten und Möglichkeiten und an den möglichen und realen Gegebenheiten der „Naturwelt“ und der „Kulturwelt“. Den Wissenserwerb darüber nennt man Selbsterkenntnis. Sie ist die Voraussetzung nahezu jeder glückenden Selbstverwirklichung.
Friedrich Nietzsches Aphorismus „Was sagt dein Gewissen? – Du sollst der werden, der du bist“ (d. h. von deinen Fähigkeiten und Möglichkeiten her, von deinen Wesens-Anlagen her und Wesens-Möglichkeiten her) ist zunächst scheinbar ein Anspruch, der von der erzieherischen Umwelt her einer Person angetragen wird, der über Belohnungs- und Bestrafungsmechanismen ins Über-Ich hineinsozialisiert werden soll. Aber es ist auch ein mehr oder weniger unbewusster Anspruch aus dem Es: Der psychosomatische Bewegungsdrang, der Neugierdrang (Wahrnehmungsinteresse) und Bestätigungs-Drang (Primär-Narzissmus) führen dazu, sich zu erproben, zu behaupten und Probleme lösen zu wollen. Das Ich muss jedoch die Handlungsimpulse und Handlungsansprüche aus dem Es, dem Über-Ich und aus der sozialen Umwelt kritisch und vor allem selbstkritisch prüfen und dann handlungsleitend einsetzen, so dass man sagen kann: „Werde, der du bist“ ist ein Anspruch des ich-funktional gebildeten Gewissens.

### Entwicklungen in der psychoanalytischen Ich-Psychologie
Der Psychoanalytiker und Vertreter der Ich-Psychologie Heinz Hartmann (1927/1972) entwickelte seine Vorstellung von Ich und Selbst angeregt durch Arbeiten von Ernst Federn (1928). Federn argumentierte, das Selbst sei als „theoretische Einheit“ ableitbar aus der Annahme, dass das Gegenteil der Objektbesetzung (-repräsentanz) nicht in einer Besetzung des (psychischen Apparates) des Ichs liegen könne.
Hartmann sah im Ich eine mental-kognitive Einzelstruktur in einer Person (Strukturmodell der Psyche), die er dem umfassenderen (psycho-physischen) Selbst, also der gesamten Repräsentanz des Individuums gegenüberstellte: inklusive seiner Körperlichkeit (Körperbild), aller Bestandteile seiner psychischen Organisation, auch seiner Selbstrepräsentanzen, der unbewussten, vorbewussten und bewussten endopsychischen Repräsentationen des körperlichen und mentalen Selbst im Ich-System. Hartmann (1939) sah, wie später auch der Entwicklungspsychologe Jean Piaget für die kognitive Entwicklung, eine Abhängigkeit der Ich-Funktionen von physiologischen Reifungsvorgängen. Damit kann die „Selbstrepräsentanz“ begrifflich einer „Objektrepräsentanz“ gegenübergestellt werden.
Donald Winnicott (1960) entwarf den Ausdruck „falsches Selbst“ zur Charakterisierung einer Persönlichkeitsstörung, die die Betroffenen schon in ihrer frühen Kindheitsphase als Abwehr und Schutz ihres „wahren Selbst“ entwickeln und nutzen. Winnicott, ein Schüler von Melanie Klein, beschrieb die Folgen einer überstarken Wirkung dieses Abwehrkonzeptes anhand einer Fallgeschichte. Ein „falsches Selbst“ werde vom „wahren Selbst“ gebildet, um sich zu tarnen und zu schützen. Jedoch werde das „falsche Selbst“ zu der die (psychische) Realität beherrschenden Form. Auf diese Weise sei das „wahre Selbst“ nicht mehr an den Interaktionen mit der Realität beteiligt und könnte gerade deshalb die Kontinuität des seelischen Seins (seinen Ist-Zustand) bewahren. Ein verborgenes wahres Selbst litte jedoch unter einer Verarmung, die auf mangelnder Erfahrung beruhe.
Das Ich benötigt also gemäß dieser Sichtweisen für seine Vermittlungsfunktion realitätsgerechte Vorstellungen über sich selbst, die man Selbst bzw. Selbstrepräsentanzen nennt. Aus den Selbstrepräsentanzen bezieht ein Mensch seine Selbstdefinition, seine psycho-soziale Identität. Er bezieht von hierher „sein Selbstbewusstsein, seine Selbstachtung, sein Verständnis von Selbstverwirklichung“.

### Selbst- und Ichtheorie von und nach Heinz Kohut
Heinz Kohut entwickelte den klassischen psychoanalytischen Ansatz weiter, indem er in den 1970er Jahren die Selbstpsychologie (englisch Psychoanalytical Self Psychology) begründete.
Ein Ausgangspunkt für die Neuwertung des Begriffs, „des Selbst“ waren seine Auseinandersetzung mit narzisstischen Störungen, er sah gerade bei narzisstisch gestörten Analysanden, die Grenzen der klassischen psychoanalytischen Technik die, wenn sie angewandt wurde, einen nur unzureichenden Behandlungserfolg erwirkte.
In der Entwicklung seines Ansatzes blieb er zunächst fundamental der Freud’schen Trieb- bzw. Vorstellungen zum Libido verhaftet. In seinen späteren Publikationen und aufgrund seiner speziellen therapeutischen Erfahrungen mit narzisstischen Störungen löste er sich von den klassischen Erklärungen. Dies etwa ab dem Jahre 1977, mit The Restoration of the Self  (deutsch „Die Heilung des Selbst“) und 1984, How does Analysis cure? (deutsch „Wie heilt die Psychoanalyse?“), in der Kohut die Entwicklung des Selbst, seine fördernden Objekte („Selbstobjekte“) und die Selbstobjekt-Übertragungen in den Mittelpunkt stellte.
Für Kohut bildet sich das Selbst des Kindes zunächst noch nicht als kohärentes System. Die Aktivitäten des Säuglings finden bei dem mütterlichen Objekt, der Mutter, eine einfühlsame, empathische Spiegelung. Es ist der „Glanz im Auge der Mutter“. Im frühen Säuglingsstadium habe aber das Kind noch kein Bewusstsein davon, dass die Erlebnisse und Aktivitäten in einer dualen Union zusammengehörten. Vielmehr entstünden noch nicht integrierte Entwicklungskerne, die im Laufe der kindlichen Entwicklung sukzessive zu einem zusammenhängenden Selbst verschmölzen.
Der Psychoanalytiker und -therapeut Maaz (2017) argumentierte in enger Anlehnung an Kohut, das Selbst sei die Struktur der Person, eine unverwechselbare Grundmatrix, deren Ursprünge angeboren seien. Zu dieser Struktur gehörten innerseelische Prozesse, Gefühle, Impulse, Befindlichkeiten oder unbestimmte Existenzerlebnisse. Das Selbst sei die Totalität der angeborenen Persönlichkeitsstruktur, deren Entwicklung beeinflussbar sei und somit das reale Selbst von seinen Potenzialen abweiche.
Das Ich bestehe aus den sekundären psychosozialen Leistungen, die zwischen den strukturellen Möglichkeiten, den Begrenzungen und den Anforderungen der gegebenen Realität zu vermitteln sucht, indem es Diskrepanzen reguliere. Damit ermögliche es Anpassung, Veränderung und Entwicklung. Maaz beschreibt es als Gefahr, dass sich die (kognitiven) Ich-Leistungen weit von der strukturellen Basis des Menschen entfernten.
| Ich                                                       | Selbst                                                                |
| --------------------------------------------------------- | --------------------------------------------------------------------- |
| gemacht, erworben                                         | gegeben                                                               |
| veränderbar, lebenslang lernfähig (Kognition)             | grundsätzlich, basale Matrix, nur in der frühen Lebenszeit ausformbar |
| bildet die soziale Fassade, die soziale Rolle             | ist der Kern der Persönlichkeit                                       |
| objektivierbares Verhalten                                | subjektives Erleben                                                   |
| auf etwas gerichtet, auf Wirkung orientiert (intentional) | in sich ruhend, auf das Sein bezogen                                  |
| außenorientiert                                           | innenorientiert                                                       |
| egoistisch kämpfend, verbindend, parteiisch               | schutzbedürftig, würdevoll                                            |

Judith Valk sieht im Sinne von Kohut das Ich als ein Operationszentrum in der Auseinandersetzung zwischen Innen- und Außenwelt. Das Ich ist ein Bestandteil der psychischen Struktur, während das Selbst die Gesamtwahrnehmung der eigenen Persönlichkeit darstellt.

## Selbst in der Tiefenpsychologie nach C. G. Jung
In der Analytischen Psychologie nach Carl Gustav Jung nimmt das „Selbst“ eine zentrale Stellung ein: als Ganzheit und zugleich Zentrum der menschlichen Psyche, welche das menschliche Bewusstsein und Unbewusstes umfasst. Im Glossar zu Erinnerungen, Träume, Gedanken von C. G. Jung schreibt Aniela Jaffé: Der zentrale Archetypus ... Archetypus der Ordnung. Die Ganzheit des Menschen. Symbolisch dargestellt durch Kreis, Quadrat, Quaternität (s. d.), Kind, Mandala (s. d.) usw.

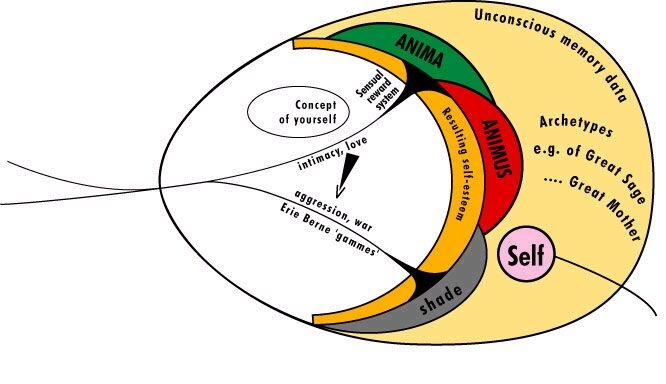
Grafische Darstellung einer Vorstellung, die u. a. einige zentrale Begriffe aus der Psychologie von C.G. Jung verwendet. Bei Jung selber war jedoch das Selbst das Zentrum und die Gesamtheit der menschlichen Psyche zugleich, Anima und Animus wurden ausdrücklich ambivalent verstanden ('positiv' und 'negativ') und auch der Schatten polyvalent. Übersetzungen: self = Selbst; archetypes = Archetypen (etwa Große Mutter); unconscious memory data = unbewusste Gedächtnisinhalte; shade (eigentlich psych. 'shadow') = Schatten; sensual reward system = Belohnungssystem; resulting self esteem = resultierende Selbstachtung; concept of yourself = (Begriff/Vorstellung von dir selbst) Selbstkonzept; Animus und Anima.

Das Selbst sei von keiner psychischen Instanz vollständig beschreibbar und insofern als Entität in gewissem Sinne eine Hypothese von etwas, das vor allem in seinen (Aus-)Wirkungen erlebt werden könne. Das Selbst sei in der (psychischen) Entwicklung schon gegeben, noch bevor das Subjekt seiner eigenen Existenz gewahr werde. Also noch bevor es ein Ichbewusstsein gibt, ‚ist‘ das Neugeborene schon ein ‚Selbst‘.
Nach Jung sind im Selbst sowohl das Unbewusste als auch das Bewusstsein eines Menschen enthalten. Somit enthalte es alle Anlagen und Potenziale eines Subjekts, enthält die archetypischen Grundlagen des Bewusstseins und ist die Grundlage seiner Bewusstwerdung. Das Ich differenziere sich im Laufe der ersten Lebensjahre aus dem Selbst, gewinnt damit seine Inhalte und Funktionen. Somit wirkt das Selbst durch das Ich, aber ein Ich kann das Selbst nicht vollständig erfassen, denn das Selbst transzendiert das Ich. Das Ich ist das, was vom Selbst dem Ich bewusst wird.
Nach Jung enthält das Selbst Weibliches und Männliches in sich. Es erzeugt sehr viele Symbole und umfasst alle „Gegensatzpaare, welche das Ganze der Persönlichkeit ausmachen“, es ist „eine Zusammensetzung aus vielen“ und hat somit als complexio bzw. unio oppositorum – also als Verknüpfung bzw. Einheit der Gegensätze – „einen paradoxen, antinomischen Charakter“; wobei zugleich in den Symbolen des Selbst „die Gegensätze aufgehoben“ erscheinen können.
Kontrovers wird in der analytischen Psychologie diskutiert, ob das Selbst als Gesamtheit aller Teilsysteme (Ich, Komplexe, archetypische Ausprägungen im Einzelnen Menschen ...) anzusehen sei oder ob es nur das ordnende Zentrum ist (bei Jung war es beides). Vorherrschende Meinung in der tiefenpsychologischen Diskussion ist die Annahme, dass mit dem Selbst ein zentraler Anordnungsfaktor wirkt, welcher auf psychische Dynamik und Kompensation, Entwicklung und Wandlung hinwirkt.

### Symbole des Selbst
C. G. Jung identifizierte aufgrund seiner kulturgeschichtlichen und Traum-psychologischen Studien einige typische Symbolgruppen des Selbst: Gegensatzpaare wie Yin und Yang, Göttin und Gott, König und Königin aus dem Bereich von Gottesbild und menschlichem Zentralwert; tiergestaltige Symbole wie zum Beispiel Elefanten, Löwen oder Bären – aber auch kleine Wesen wie Käfer und Schmetterling; pflanzliche Symbole wie Blume oder Baum; geometrische Symbole wie Kreuz, Kreis und Quadrat, ein Mandala oder ein Gefäß. Eine besondere Symbolgruppe des Selbst wird durch den gnostischen "Anthropos" bzw. "Urmenschen" wie auch den spirituell-alchemistischen "Lapis" (Stein der Weisen) als Symbole der anfänglichen und wieder zu erlangenden Einheit des Menschen gebildet.

### Beziehung des Ich zum Selbst
Das Selbst ist nach Jung die „dem Ich übergeordnete Ganzheit“. Das Ich ist demnach der bewusste Teil des Selbst, und als Teil des größeren Ganzen kann dieses jenes nie begreifen. Wegen seiner prinzipiell nie vollständig bewussten Erkennbarkeit ist das Selbst ein „Grenzbegriff“ und eine „Grenzvorstellung“ für die „unbekannte Ganzheit des Menschen“. Durch seine Fremdheit erscheint das Selbst dem Ich gegenüber oft als das „absolut ‚andere‘“, welches aber durch eben jenen Gegensatz überhaupt erst Bewusstsein ermöglicht. Der Prozess, dass das Ich sich schrittweise Inhalten des Selbst bewusst und somit auch dessen Vielheit und Einheit gewahr wird, wurde von Jung als „Selbstverwirklichung“ und „Individuation“ bezeichnet. „Das Selbst führt und reguliert von Anfang an den inneren Wandlungsprozeß.“ „Die Beschäftigung mit den Träumen als Äußerungen des Unbewussten ist eine Art von Selbstbesinnung“ und damit ein Weg, um dem menschlichen „Drang zur Individuation“ zu folgen und sich als Individuum mit seinen vielfältigen Persönlichkeitsanteilen zu sammeln. Wobei sich das Selbst bewusst besonders dann verwirklichten kann, „wenn das erlebte Zentrum sich auch als spiritus rector des täglichen Lebens erweist.“
Bleibt hingegen das Selbst dem Ich ganz unbewusst, so hält sich dieses bereits selber für das Ganze, was eine Gefahr für die psychische Gesundheit sei. Eine besondere Gefahr in der Beziehung zwischen Ich und Selbst bestehe darin, dass „das Ich vom Selbst assimiliert wird“ und somit das Bewusstsein wieder unbewusst, von unbewussten Kräften der Psyche verschlungen wird. Zwischen diesen beiden Gefahren von Abgeschnittenheit von und Überwältigtsein durch das Selbst müsse das Ich balancieren, denn „Es ist in Wirklichkeit immer beides vorhanden: die Übermacht des Selbst und die Hybris des Bewußtseins.“
Der Drang des Selbst, sich im Menschen zu verwirklichen, wird von Jung auch als dessen „Entelechie im Individuationsprozess“ bezeichnet: auch „jenseits der Wünsche und Befürchtungen des Bewußtseins“ und mit großer Durchsetzungskraft, der zu folgen dem Bewusstsein größte Anstrengungen abverlange, einschließlich moralischer Konflikte. Jung betonte, dass Selbsterkenntnis notwendigerweise auch eine zutiefst soziale Angelegenheit sei: Im Gegensatz zur „Verhärtung des Massenmenschen“ schließe bewusste Individuation „den Mitmenschen ein“. Außerdem sei das Selbst aufgrund seiner zugleich persönlichen und überpersönlichen Eigenschaften „paradoxerweise Quintessenz des Individuums und doch zugleich ein Kollektivum“. Bezüglich dieser paradoxen Eigenschaft des Selbst zog Jung oft Parallelen zu dem indischen Atman.

### Selbst und Gottesbild
In der menschlichen Erfahrung entsprechen sich die Symbole des Selbst oft einem „transpersonalen Zentrum der Psyche“ und insofern einem Gottesbild: „… was einerseits als psychologische Erfahrung die psychische Ganzheit bedeutet, drückt andererseits die Idee der Gottheit aus“; diese Gleichheit von Symbolen treffe aber keine Aussage darüber, ob auch eine metaphysische Identität bestehe. Auch sei aufgrund der möglichen Projektion des Selbsts nicht unbedingt eine Deckung aller seiner Symbole mit einem wirklich umfassenden Bezug zu erwarten: „Zum Symbol des Selbst kann alles werden, wovon der Mensch eine umfassendere Ganzheit voraussetzt als von sich selber. Daher besitzt das Symbol des Selbst keineswegs immer jene Ganzheit, welche die psychologische Definition erfordert“.
Auch die Gestalt Christi kann nach Jung psychologisch als ein Symbol des Selbst interpretiert werden. Allerdings gehöre aus psychologischer Sicht auch die „dunkle“ bzw. als „böse“ wahrgenommene Seite des Menschen und des Gottesbildes zur Ganzheit des Selbst: die „dunkle Naturgestalt“ und die „Nachtseite der seelischen Natur“, der „luziferische(n) Gegenspieler“, der „Teufel“ und „Antichrist“. Diese vom guten Gottesbild abgespaltenen oder ihm entgegengestellten Aspekte gehörten aus psychologischer Sicht zum „Schatten des Selbst … Licht und Schatten bilden im empirischen Selbst eine paradoxe Einheit. In der christlichen Anschauung dagegen ist der Archetypus in zwei unvereinbare Hälften insofern hoffnungslos gespalten, als das Ende zu einem metaphysischen Dualismus führt, nämlich zu einer letzhinnigen Trennung des Himmelreiches von der feurigen Welt der Verdammnis.“ Aufgrund dieser theologischen und psychischen Gefahr eines metaphysischen und psychologischen Dualismus sei auch „die Möglichkeit einer Wiedervereinigung des Teufels mit Gott schon früh ein Diskussionsgegenstand“ der christlichen Theologie gewesen. Erich Neumann sprach von der „Großen Göttin als dem weiblichen Selbst“.

### Selbst und Körper
In der Ganzheit des Selbst sind „instinktive, animalische Triebe und Geistigkeit des Menschen vereint oder wieder eins.“ Neumann sprach vom „Körperselbst“ als „seiner ersten Form.“ Jung war kein Vertreter einer kartesischen Trennung von Materie und Geist. Daher sah er, wie in allen Archetypen, auch beim Selbst einen körperlichen, materiellen Aspekt, einschließlich einer Verbindung zu physiologischen Vorgängen im Körper, im Grunde zur ganzen „leibliche(n) Sphäre“ und ihrer „Erde“, der chemischen Elemente im Körper.

## Selbst in phänomenologischer Sicht
Der Philosoph Dan Zahavi vertritt eine phänomenologische Theorie eines „experiential self“, nach der das Selbst durch ein implizites, präreflexives Selbstgewahrsein charakterisiert ist, das in jeder Erfahrung gegenwärtig ist und keiner expliziten Introspektion bedarf, sondern durch eine unmittelbare, implizite, nicht-objektivierende, nicht-begriffliche und nicht-propositionale Selbsterkenntnis gegeben ist. Dieses (minimale oder Kern-) Selbst tritt nicht als zusätzliches Erfahrungsobjekt hervor, das getrennt vom Bewusstseinsstrom existiert, sondern ist als Subjektpol allgegenwärtig in der erstpersonalen Gegebenheit der Vielfalt der wechselnden Erfahrungen.

## Selbst in der Gestalttherapie
Die Gestalttherapie unterscheidet seit ihrer Begründung mit dem Werk Gestalt Therapy von Fritz Perls, Paul Goodman und Ralph F. Hefferline (1951) zwischen „Ich“ und „Selbst“. Das „Selbst“ wird in der Gestalttherapie als umfassender Prozess verstanden. Perls, Hefferline und Goodman definieren es als „das System der ständig neuen Kontakte“ innerhalb des „Organismus-Umwelt-Feldes“, einfach ausgedrückt: des einzelnen Menschen in seinem Lebensumfeld. Das „Ich“ stellt dabei nur eine Teilfunktion des „Selbst“ dar: Es unterscheidet zwischen „zu mir gehörend“ und „fremd“. In der Betonung des Prozesscharakters von „Ich“ und „Selbst“ hebt sich die Gestalttherapie grundlegend von der Psychoanalyse ab.

## Das Online Selbst
Das Online-Selbst bezieht sich auf die Art und Weise, wie Individuen sich selbst in digitalen und virtuellen Umgebungen präsentieren und wahrgenommen werden. Kommunikationsmodelle wie das Vier-Seiten-Modell von Schulz von Thun betonen, dass Kommunikation immer auch Ausdruck des Selbst ist, und dies gilt ebenso für die Online-Kommunikation. Über Plattformen wie WhatsApp, Tinder und Instagram vermitteln Menschen durch ihre Beiträge, Profilbilder und Stories Informationen über sich selbst an andere.

## Das Selbst in der Gesprächspsychotherapie
Eine Person, deren Aufmerksamkeit auf ihr Selbst gerichtet ist, versucht zu erforschen und zu klären, was ihre Erlebnisse für sie bedeuten, was sie dabei fühlt. Sie kommt sich dadurch selbst näher (Tausch & Tausch).
Diese Auseinandersetzung kann in Gesprächen erfolgen. Ein Gespräch ist dabei so etwas wie eine Selbstöffnung. Die Person äußert persönliche Erfahrungen (Fühlen, Vorstellungen), die für sie kennzeichnend sind. Gleichzeitig sind sie von großer Bedeutung für sie selbst und auch verbindlich für sich selbst, für ihr Erleben. Sie rückt ihre eigenen Erfahrungen und Wahrnehmungen ins Zentrum ihres Erlebens und setzt sich mit sich selbst auseinander. Reinhard Tausch und Anne-Marie Tausch nennen das einen wesentlichen „heilsamen“ Vorgang.

## Selbst als existenzieller Begriff
Die funktionalistische Sichtweise unterscheidet zwei Leistungen des Selbst: die ordnende, strukturierende, sinngebende von der handlungsleitenden, planenden, entscheidenden Funktion. Es vermittelt zwischen der Persönlichkeit und den Anforderungen der Umwelt. Existenziell bezeichnet die Eigenschaft von Aussagen darüber, wie Menschen mit ihren Wahrnehmungsstrukturen und Verstandesstrukturen leben und die Welt in ihrem Bewusstsein erscheint. Die Herausbildung des Selbst ist ein Vorgang der Kompromissbildung, insofern das Ich bei der Selbstverwirklichung zwischen den Ansprüchen des Es, des Über-Ich und des Sozialaußen vermittelt (siehe oben: Freud, Psychoanalyse). Das optimale Ziel der Kompromissbildung ist die Findung eines stabilen, d. h. konfliktfähigen Selbst: eines Selbst, das menschliches Handeln in einem konflikthaften Leben lebensentfaltend (konfliktauflösend und konfliktminimierend) zu organisieren vermag. Diese Kompromissbildung des Selbst ist mitunter ein schwer zu lösendes Lebensproblem. Die Frage „Wer bin ich“ stellt sich oft manifest als Sinnkrise, wenn man nicht mehr sinnvoll sagen kann, warum man sich weiter abmühen soll, ob das, was man bisher glaubte, sinnvoll ist – wenn man sich selbst zu einem unauslotbaren Abgrund wird. Der Zustand dieser „Desorientierung ist ein Zustand der Unsicherheit, des Unwohlseins – des Unglücks gar. Er stellt sich dann ein, wenn eine alte Kompromissbildung nicht mehr trägt, weil sie etwa durch neue Erlebnisse, durch neue psychische und soziale Bedingungen in Frage gestellt wird. […] Es kommt jetzt darauf an, eine neue realitätsdichte Kompromissbildung zu besorgen.“

## Selbst als Begriff sozialer Unterordnung oder Orientierung
Das „Selbst“ wird bereits 1887 bei Ferdinand Tönnies in Gemeinschaft und Gesellschaft als Normaltyp des „Gemeinschaft“-Wollenden eingeführt (während der Normaltyp des „Gesellschaft-Wollenden“ die „Person“ sei). Als „Selbst“ bejahe der Mensch die Gemeinschaft und ordne sich ihr unter (als „Person“ bejahe er die Gesellschaft zum eigenen Nutzen).
Der Grundgedanke kam in veränderter Form – nun statt auf soziale Unterordnung auf soziale Orientierung bezogen – 1989 bei Rupert Lay mit folgender Formulierung zum Ausdruck: „Jede Selbstbildung entsteht durch soziales Rückspiegeln (Menschen spiegeln, meist unbewusst, in ihren Interaktionsangeboten implizit das Bild von uns wider, das sie von uns haben) vor allem der primären Bezugspersonen. Unser Selbst realisieren wir in all den Interaktionsangeboten, die wir anderen Menschen machen, und den Reaktionen auf die Interaktionsangebote anderer Menschen. Das Rückspiegeln kann unser Selbst verstärken oder aber auch gefährden […].“

## Selbst im Hinduismus
Alle Lebewesen bestehen nach hinduistischer Auffassung aus drei unterschiedlichen Wirklichkeiten:
- dem Atman (das Selbst, die ewige, unzerstörbare, innere Gestalt jedes Wesens)
- der sterblichen, physischen Hülle (dem stofflichen Körper)
- dem feinstofflichen Körper mit den folgenden vier Aspekten:
  - Ahamkara – Das Sich-als-eine-Einheit,-eine-Person-Wissen,-Fühlen,-Erleben. Das Ahamkara ermöglicht es, dass sich die Atman-Seele mit den unterschiedlichsten psychischen und physischen Zuständen identifizieren kann.
  - Citta – das dem Verstand zugrunde liegende Bewusstsein. Es ist weithin unterbewusst.
  - Buddhi – Intelligenz, Vernunft.
  - Manas – Denken, Fühlen, Wollen (wird oft mit Geist oder Verstand übersetzt).

Der feinstoffliche Körper begleitet den Atman durch all seine Geburten und wird erst abgelegt, wenn der Atman die veränderliche Welt und den Kreislauf der Wiedergeburten verlässt. Die hinduistische Reinkarnationslehre besagt, dass beim Tode lediglich der Atman, gemeinsam mit der feinstofflichen Hülle, den physischen Körper verlässt. In vielen deutschsprachigen Übersetzungen indischer Texte wird Seele daher oft synonym zur Definition des Atmans verwendet.
In der Bhagavad Gita, deren Philosophie auf eine praktische Anweisung zum Handeln zielt, wird das ewige Selbst als höchste und wichtigste Instanz für das menschliche Handeln angesehen.
So heißt es im Dritten Gesang in Vers 17:

Doch wer an seinem Selbst sich freut,
An seinem eignen Selbst vergnügt, Für den bleibt hier nichts mehr zu tun, Weil ihm sein eignes Selbst genügt.

und weiter in Vers 42:
Mächt'ger als dieser der Verstand, weit mächt'ger noch das ew'ge „Selbst“.
Wenn seine Macht du hast erkannt, dann stärke durch das Selbst dein Selbst.
Im sechsten Gesang wird das Verhältnis von Selbst und Triebkräften so geschildert:
Der steht mit seinem Selbst im Bund, Der sich aus eigner Kraft besiegt; In Feindschaft lebt mit seinem Selbst, Wer seinen Trieben unterliegt.

Das Vorhandensein des Selbst in allen Wesen wird in Versform so beschrieben:
Sie gleichen mir nach Lust und Leid, Das gleiche Selbst in ihnen webt – Wer dies von allen Wesen weiß, Zum höchsten Gleichmut sich erhebt.

## Selbst im Buddhismus
Der Buddhismus verneint die Existenz einer beständigen, unwandelbaren Identität, die im Allgemeinen mit dem Begriff des Selbst verbunden wird. Stattdessen gilt die Anatta-Lehre – die Lehre vom Nicht-Selbst – in allen Schulen des Buddhismus als unverzichtbare Grundlage und wird als eines der drei Daseinsmerkmale bezeichnet. „Der Begriff 'Selbst' bezeichnet eine beständige, unwandelbare Identität, doch da es, wie der Buddhismus sagt, nichts gibt, das beständig ist, und da das, was wir üblicherweise als Selbst bezeichnen, vollkommen aus Nicht-Selbst-Elementen besteht, gibt es in Wirklichkeit keine Entität, die Selbst genannt werden könnte.“ Der Glaube an eine beständige Ich- oder Selbstheit gilt im Buddhismus als eines der Geistesgifte, unter dessen Einfluss das menschliche Bewusstsein einer grundlegenden Täuschung unterliege. Ziel der buddhistischen Meditation ist es, diese Täuschung zu durchschauen und dadurch zur Erfahrung der wahren menschlichen Natur zu gelangen.

## Kritik
In einem Buch von 2003 vertraten der Neurowissenschaftler Max Bennett und der Philosoph Peter Hacker die Auffassung, dass die Vorstellung eines Selbst eine Illusion sei. Das Selbst habe keine eigenständige Existenz. Es gebe kein „Ich“ in mir. Mit dem Erste-Person-Pronomen bezeichne eine Person sich ganzheitlich. Die Aussage „Ich bin Christoph“ bezeichne nicht das Ego von Christoph, sondern die ganze Person. Eine Aussage „Ich war gestern in Hamburg“ könne man nicht sinnvoll übersetzen in „mein Selbst war gestern in Hamburg“. „Das Erfahrungssubjekt ist richtig verstanden keine Entität mit dem Namen das Ich oder das Selbst, sondern der lebende Mensch.“ Gedanken würden nicht wahrgenommen, sondern der Mensch denke.
Auch der an den Neurowissenschaften orientierte Philosoph Thomas Metzinger bezeichnete in vielen seiner Schriften das Konzept des Selbst als „Ich-Illusion“, da ein Selbst als physische Einheit nicht gegeben sei.
Der Philosoph Ansgar Beckermann hält es für sprachwidrig, die Wörter „Ich“ und „Selbst“ als Gattungsnamen für bestimmte Entitäten zu gebrauchen, um zwischen einem Menschen als ganzem und seinem „Wesenskern“ zu unterscheiden, wobei nur dieser Wesenskern als Träger von Bewusstsein, Fühlen, Denken und überlegtem Handeln angesehen wird. Dies führe zu einer verwirrenden Verdoppelung, da es neben dem Wort „ich“ dann auch den Ausdruck „mein Ich“, neben „ich selbst“ auch „mein Selbst“ gebe. Beckermann argumentiert, dass die Frage nach der Identität von ich und Ich, selbst und Selbst auf unlösbare Scheinprobleme führe und man daher die Redeweise von dem Ich oder dem Selbst aufgeben sollte.